# Figure of Eight
Figure of Eight (englisch für „Achterfigur“) ist ein Lied des britischen Musikers Paul McCartney, das 1989 als Single A-Seite veröffentlicht wurde. Komponiert wurde es von Paul McCartney.

## Hintergrund
Figure of Eight eröffnet die zweite Seite der Langspielplatte des Albums Flowers in the Dirt.
Paul McCartney sagte 2017 rückblickend über den Text des Liedes: „Ich mochte die Philosophie hinter dem Text dieses Songs. Mir gefällt die Vorstellung, nicht in einer Acht gefangen zu sein. „Lieber lieben als dem Hass nachgeben“, was für mich jetzt nach den US-Wahlen klingt.“
Trevor Horn, Steve Lipson und Paul McCartney arbeiteten zwei Tage im November 1987 an dem Lied. Nachdem McCartney das Studio verlassen hatte, verbrachten die Produzenten mehrere Stunden damit, Figure of Eight zu überarbeiten, die Akkorde zu ändern und es in Horns Worten „moderner klingen zu lassen“.

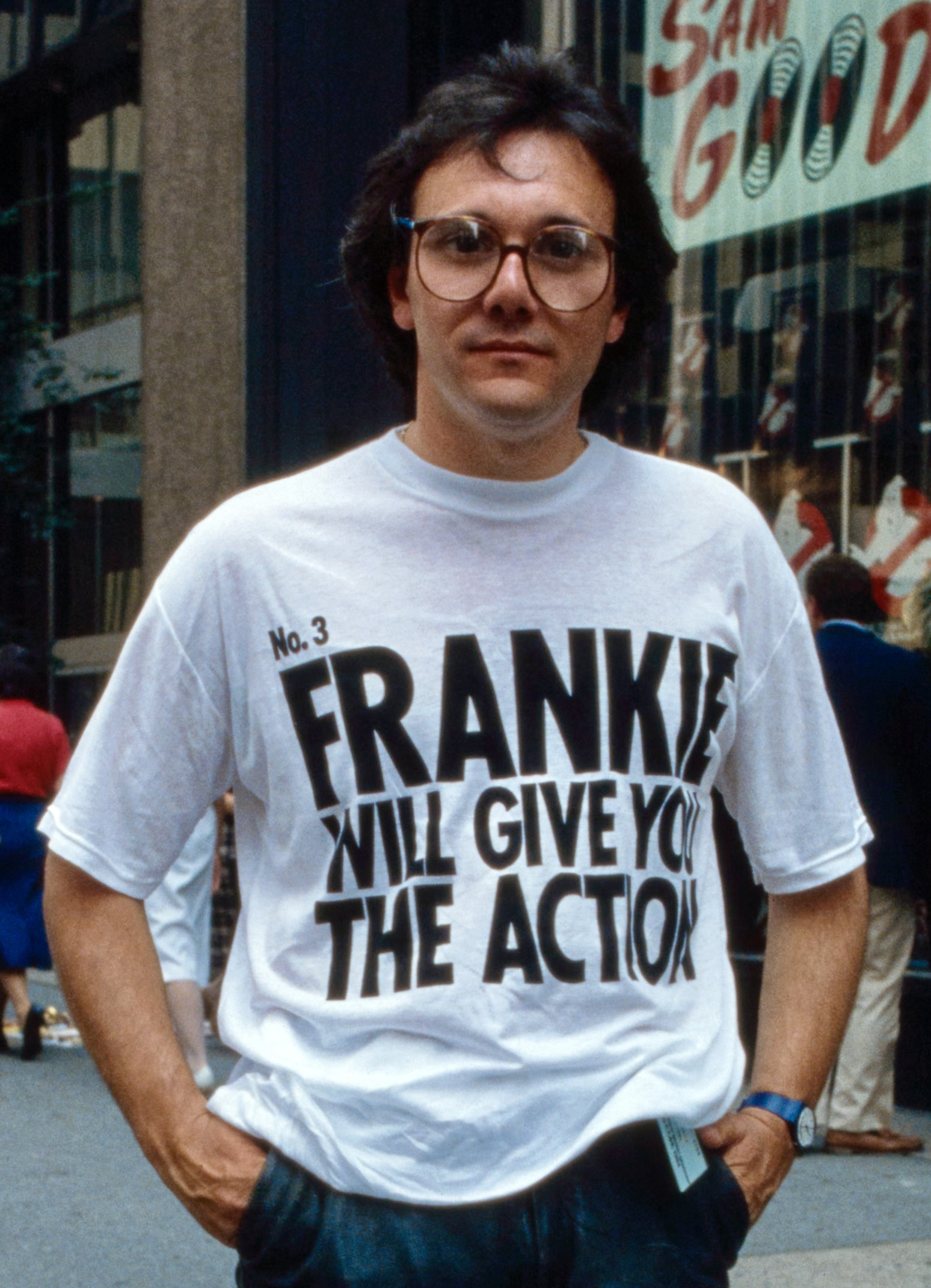
Trevor Horn (1984)

Steve Lipson erinnerte sich 2017 an den folgenden Tag: „Er kam am nächsten Morgen herein und drehte durch. Er ist ausgerastet und sagte: ‚Was hast du gemacht? Was hast du getan?!‘ Es war diese Art von Gespräch, und ich erinnere mich, dass ich damals dachte, dass es so viele Aspekte gibt, die interessant sind. Erstens: Was ist das Problem? Ja, wir haben ein bisschen daran gearbeitet, zweitens war er richtig ‚gut‘ drauf. Vielleicht war etwas passiert, bevor er ins Studio kam, ich weiß es nicht. Es war einfach ein komischer Moment. Es verändert die Art und Weise, wie du jemanden siehst.“
Trevor Horn ergänzte 2017: „Er sagte: ‚Ich habe das immer als eine Art Rock 'n' Roll gesehen, wie einen altmodischen Rock 'n' Roll‘ und ich sagte zu ihm: ‚Nun, das ist großartig, wenn du es so machen willst, aber was ich vorschlagen würde, ist, dass du dich ans Telefon setzt und dir ein paar wirklich gute Rock'n'Roll-Musiker besorgst, weil ich und er (Lipson) keinen Rock'n'Roll mögen. Du kennst mich und Steve, wir mögen es einfach nicht, wir machen es nicht, also sind wir zu dritt, also bist du hier irgendwie in der Unterzahl.‘ Er hat es angenommen – das ist es, was ich an ihm mochte, weil er es wirklich gut aufgenommen hat. Er sagte: ‚In Ordnung, ich verstehe, was du meinst.‘“
McCartney war mit der Aufnahme nicht vollständig zufrieden, obwohl sie für das Album verwendet wurde, so wurde im Februar 1989 mit dem Produzenten Chris Hughes eine neue Version eingespielt.
Von Figure of Eight gibt es, wie angeführt, zwei verschiedene Versionen. Die Albumversion (3:25) wurde von Trevor Horn und Steve Lipson abgemischt. Die Abmischung der Neuaufnahme (5:11) von Figure of Eight erfolgte von Bob Clearmountain.
Figure of Eight war die vierte Singleauskopplung aus dem Album Flowers in the Dirt, sie erreichte Platz 92 in den USA sowie Platz 42 in Großbritannien in den jeweiligen Charts. Die Single konnte sich in Deutschland nicht in den Charts platzieren.
Für das Lied Figure of Eight wurde ein Musikvideo unter der Regie von Andy Morahan produziert. Das Video zeigt Aufnahmen von McCartneys Konzert im Hallenstadion in Zürich am 29. Oktober 1989.
Um das Album in Deutschland zu bewerben trat Paul McCartney am 18. Mai 1989 in der deutschen Unterhaltungs-Show Mensch Meier auf und brachte mit Vollplayback die Lieder Put It There und Figure of Eight dar, wobei beide Playbackeinspielungen vom Musikvideo Put It There stammten.
Figure of Eight war der Eröffnungssong von Paul McCartneys Welttournee 1989–1990. Eine Aufnahme aus dem Rotterdamer Ahoy Sportpaleis vom 10. November 1989 erschien auf dem Live-Album Tripping the Live Fantastic.

## Aufnahme

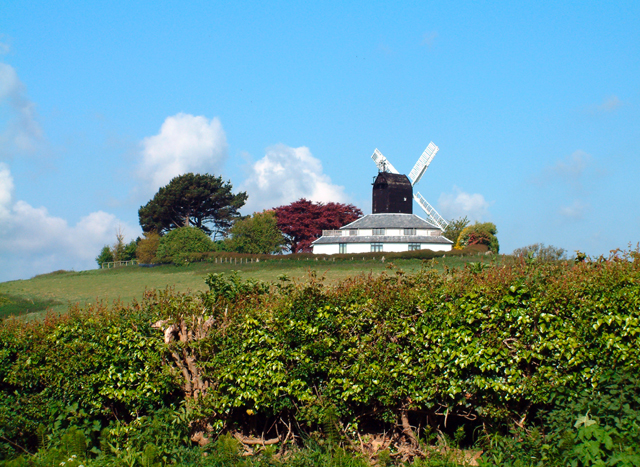
Im Hogg Hill Mill Studio wurden die überwiegenden Aufnahmen eingespielt

Die Aufnahmesessions für Figure of Eight fanden am 9. November 1987 in McCartneys eigenem Hogg Hill Mill Studio in Sussex statt, wobei Trevor Horn, Steve Lipson und Paul McCartney als Produzenten fungierten. Steve Lipson, Neil Dorfsman und Noel Harris waren die Toningenieure der Aufnahme. Die Abmischung des Liedes fand am 8. Januar 1989 in den Olympic Studios, London statt.
Besetzung:
- Paul McCartney: Gesang, E-Gitarre, Akustische Gitarre, Bassgitarre, Celesta, Tamburin, Händeklatschen
- Linda McCartney: Mini-Moog, Händeklatschen
- Trevor Horn: Keyboard, Händeklatschen
- Steve Lipson: E-Gitarre, Programmierung
- Chris Whitten: Schlagzeug, Händeklatschen

Im Februar 1989 nahm er Figure of Eight mit den Mitgliedern seiner Live-Band (Paul & Linda McCartney, Paul ‚Wix‘ Wickens, Hamish Stuart, Robbie McIntosh und Chris Whitten) neu auf. Produziert wurde das Remake von Chris Hughes und Ross Cullum. Die Neuabmischung mit Bob Clearmountain fand am 14. September 1989 in dem Studio The Hit Factory, New York, USA (andere Quelle: 12. September in den Island Studios, London) statt.
Chris Hughes sagte zur Neuaufnahme: „Paul spielte es mir vor, und ich fand es in Ordnung, obwohl ich den Trevor (Mix) nicht wirklich hören konnte. Es hat ihn vielleicht ein wenig genervt, dass ich nicht gesagt habe: 'Wow, toller, wichtiger Track auf dem Album, fantastisch.' Später, ich glaube, als wir 'Motor of Love' fertigstellten, sagte er: 'Weißt du, 'Figure of Eight', was denkst du?" Ich sagte: 'Um ehrlich zu sein, könnte der Song mit ein bisschen Arbeit wahrscheinlich besser sein als die Version, die du gemacht hast.' Er sagte: 'Nun, ja, vielleicht ist das richtig.' Dann rief er an und fragte: 'Hast du Lust, es noch einmal zu versuchen?' Und das war's. Ich sagte: 'Ich werde es versuchen. Wie weit es sich von dem entfernt, was es ist, oder ob es nur ein bisschen Energie braucht, weiß ich nicht, wir können es versuchen." Also haben wir Sessions für den Track gemacht. Ich glaube, auf halbem Weg sagte er: 'Ich mag das wirklich, das könnte eine Single sein'.“

## Coverversionen
Es gibt keine bekannte Coverversion von Figure of Eight.

## Veröffentlichung
- Am 5. Juni 1989 erschien das Album Flowers in the Dirt, auf dem sich Figure of Eight befindet. Am 9. August 1993[6] wurde die CD in einer von Peter Mew remasterten Version veröffentlicht.
- Die Single Figure of Eight (Remix) / Où est le soleil? (Single Remix) erschien am 13. November 1989.[7] In den USA wurde die Single am 14. November 1989 veröffentlicht, sie war dort lediglich als Musikkassette erhältlich. Die 7″-Vinyl-Single, 12″-Vinyl-Maxisingle und die 3″-CD enthalten die 5 Minuten und 11 Sekunden-Version. Die 5″-CD enthält eine auf 4 Minuten und 4 Sekunden gekürzte Version.

Von Figure of Eight wurden noch folgende fünf Maxisingles veröffentlicht:
- Figure of Eight (Remix) / This One (Club Lovejoys Mix)[8]

Veröffentlichung am 13. November 1989 in Großbritannien als 12″-Vinyl-Maxisingle.
- Figure of Eight (Remix) / The Long and Winding Road / Loveliest Thing[9]

Veröffentlichung am 13. November 1989 als 5″-CD.
- Figure of Eight (Remix) / Où est le soleil?[11]

Limitierte, einseitig bespielbare 12″-Vinyl-Maxisingle (Etched Disc). Veröffentlichung am 20. November 1989 in Großbritannien.
- Figure of Eight (Remix) / Où est le soleil? / Où est le soleil? (Tub Dub Mix)[12]

Veröffentlichung am 27. November 1989 in Großbritannien als 12″-Vinyl-Maxisingle.
- Figure of Eight (Remix) / Rough Ride / Où est le soleil? (7″-Mix)[13]

Veröffentlichung am 27. November 1989 in Großbritannien als 3″-CD.
In den USA wurden 7″-Vinyl-Promotionsingles und 5″-CD-Promotionsingles hergestellt.
Die Lieder The Long and Winding Road und Rough Ride stammen von den Aufnahmen zu der Videodokumentation Put It There. Loveliest Thing wurde im August 1986 von Paul McCartney und Phil Ramone produziert.
- Am 5. November 1990 erschien das Livealbum Tripping the Live Fantastic, auf dem sich Figure of Eight befindet.
- Am 24. März 2017 wurde Flowers in the Dirt, zum zweiten Mal remastert, von dem Musiklabel Capitol Records als Teil der Paul McCartney Archive Collection veröffentlicht. Die Deluxe Edition enthält eine DVD die das Musikvideo von Figure of Eight beinhaltet. Darüber hinaus liegt der Deluxe Version noch ein Download-Code bei mit der man weitere Lieder herunterladen kann, unter anderen Figure of Eight (12″ Bob Clearmountain Mix).[16]
- Am 2. Dezember 2022 wurde die Singlebox The 7″ Singles Box veröffentlicht, die auch Figure of Eight enthält.